# 霍留军
霍留军（1960年8月13日—），男，汉族，中华人民共和国政治人物。新疆维吾尔自治区第十二届人大代表（乌鲁木齐市）。

## 生平
2010年7月晋升为武警少将警衔。2015年8月任新疆维吾尔自治区公安厅副厅长、党委委员（正厅级），自治区党委网络安全和信息化领导小组办公室（新疆互联网信息办公室）副主任（兼）。
2017年2月，任新疆自治区公安厅党委书记，2019年4月退休。
2020年7月9日，美国财政部外国资产管制办公室以严重侵犯新疆少数民族人权为由，根据“全球马格尼茨基人权问责法”，对霍留军等人进行制裁，加拿大政府亦在2024年12月11日國際人權日当天基于同样的理由对其进行了制裁，其在加拿大资产被冻结，加拿大境内个人和境外的加拿大人被禁止与制裁者进行任何财产相关活动。